# Bitis
Bitis – rodzaj jadowitych węży z podrodziny żmij (Viperinae) w rodzinie żmijowatych (Viperidae).

## Zasięg występowania
Rodzaj obejmuje gatunki występujące w Afryce (Algieria, Maroko, Sahara Zachodnia, Mauretania, Senegal, Gambia, Gwinea Bissau, Gwinea, Sierra Leone, Liberia, Wybrzeże Kości Słoniowej, Mali, Burkina Faso, Ghana, Togo, Benin, Niger, Nigeria, Kamerun, Czad, Sudan, Erytrea, Somalia, Etiopia, Sudan Południowy, Republika Środkowoafrykańska, Gwinea Równikowa, Gabon, Kongo, Demokratyczna Republika Konga, Rwanda, Burundi, Uganda, Kenia, Tanzania, Malawi, Zambia, Angola, Namibia, Botswana, Zimbabwe, Mozambik, Eswatini, Lesotho i Południowa Afryka) i na Półwyspie Arabskim (Arabia Saudyjska, Jemen i Oman).

## Systematyka

### Etymologia
- Cobra: port. cobra „wąż”, od staroport. coobra „wąż”, od łac. coluber „wąż”[10]. Gatunek typowy: Coluber atropos Linnaeus, 1758.
- Echidna: gr. εχιδνα ekhidna „żmija”[11]. Gatunek typowy: Vipera arietans Merrem, 1820.
- Bitis: etymologia nieznana, Gray nie wyjaśnił pochodzenia nazwy rodzajowej[2].
- Clotho: w mitologii greckiej Kloto (gr. Κλωθω Klōthō, łac. Clotho), była jedna z trzech Mojr, która przędła nić ludzkiego żywota; jej siostrami były Lachesis oraz Atropos[10]. Gatunek typowy: Cobra clotho Laurenti, 1768 (= Vipera arietans Merrem, 1820).
- Calechidna: gr. καλος kalos „piękny”[12]; εχιδνα ekhidna „żmija”[11]. Gatunek typowy: Echidna ocellata von Tschudi, 1845.
- Hallowellius: Edward Hallowell (1808–1860), amerykański herpetolog i lekarz[6]. Gatunek typowy: Cerastes nasicornis Hallowell, 1847 (= Echidna gabonica Duméril, BIBRON & DUMÉRIL 1854.
- Macrocerastes: gr. μακρος makros „długi”[13]; rodzaj Cerastes Laurenti, 1768[6]. Gatunek typowy: Coluber nasicornis Shaw, 1792.
- Keniabitis: Kenia; rodzaj Bitis J.E. Gray, 1842[7]. Gatunek typowy: Bitis worthingtoni H.W. Parker, 1932.

### Podział systematyczny
Do rodzaju należą następujące gatunki: 
- Bitis albanica
- Bitis arietans – żmija sykliwa[14]
- Bitis armata
- Bitis atropos
- Bitis caudalis
- Bitis cornuta
- Bitis gabonica – żmija gabońska[15]
- Bitis harenna
- Bitis heraldica
- Bitis inornata
- Bitis nasicornis – żmija rogatonosa
- Bitis parviocula
- Bitis peringueyi – żmija karłowata[15]
- Bitis rhinoceros
- Bitis rubida
- Bitis schneideri
- Bitis worthingtoni
- Bitis xeropaga